# Torsåker (commune de Hofors)
 (septembre 2015).
Si vous disposez d'ouvrages ou d'articles de référence ou si vous connaissez des sites web de qualité traitant du thème abordé ici, merci de compléter l'article en donnant les références utiles à sa vérifiabilité et en les liant à la section « Notes et références ».
Pour les articles homonymes, voir Torsåker.
Torsåker est une localité suédoise de la commune de Hofors dans le comté de Gävleborg, située à environ 200 km au nord-ouest de Stockholm. La population était de 867 habitants en 2023.
Torsåker fut pendant de nombreux siècles le centre de la région minière du Gästrikland. L'exploitation des gisements de fer a cessé au XIXe siècle.